# Dacia (revistă de arheologie)
Revista de arheologie Dacia este publicația profesională a Institutului de arheologie „Vasile Pârvan”, institut al Academiei Române. Revista, având activitate de peste 84 de ani, a fost fondată în 1924 de arheologul și istoricul român Vasile Pârvan, în a cărui onoare institutul a fost numit. Publicată deliberat încă de la primul număr în limbi de circulație internațională, franceză, engleză și germană, având un conținut și o prezentare grafică de calitate, Dacia a devenit rapid un nume de urmărit în lumea arheologiei.

## Istoric
Există două serii, numite convențional seria veche și seria nouă, a căror întrerupere, între 1948 și 1957, a fost generată de motive evident politice, care fuseseră tipice timpurilor grele prin care România trecuse în acei ani.

### Seria veche
Titlu original al revistei de arheologie era la înființare Dacia - Recherches et découvertes archéologiques en Roumanie, cu subtitluri identice în engleză și franceză, invitând la publicarea articolelor în aceste trei limbi de circulație. Această serie, care a încetat să apară în 1948, se oprește la numărul XI-XII.

### Seria nouă
Seria nouă și-a început apariția în anul 1957, comemorând 75 de ani de la nașterea marelui istoric și arheolog român Vasile Pârvan (28 septembrie 1882, Perchiu, Bacău). Astăzi revista se numește Dacia - Revistă arheologică și de istorie veche, având subtitluri identice în patru limbi de circulație: franceză, engleză, germană și rusă. Din această serie au apărut, până în 2011, cincizeci și cinci de numere, numerotate în cifre romane, de la I la LV, și un supliment recent.